# 프리드리히 하르톡스
프리드리히 모리츠 하르톡스(독일어: Friedrich Moritz Hartogs, 1874년 5월 20일 ~ 1943년 8월 18일)는 독일의 수학자다.

## 생애
브뤼셀에서 유대인 가정에 태어났다. 어머니는 엘리제 파이스트(독일어: Elise Feist)였고, 아버지 구스타프 하르톡스(독일어: Gustav Hartogs)는 기업인이었다. 프랑크푸르트에서 자라났다. 베를린 훔볼트 대학교에서 페르디난트 게오르크 프로베니우스, 라차루스 푹스, 헤르만 아만두스 슈바르츠 등 아래서 수학을 공부하였고, 막스 플랑크 아래서 물리학을 공부하였다. 함부르크에서 아직 대학생일 시절 유대인이 아닌 아내와 혼인하였고, 네 명의 자녀를 두었다. 박사 과정은 뮌헨 대학교에서 밟았고, 1903년 졸업하였다. 2년 뒤 하빌리타치온을 마쳤다.
뮌헨 대학교에서 조교수로 있었고, 이 곳에서 하르톡스는 복소다변수함수론의 초석을 놓았고, 하르톡스의 정리, 하르톡스 확장정리 등 이 분야에서 기초적인 정리들을 증명하였다. 1927년 프랑크푸르트 대학교의 정교수가 되었다.
1933년 반유대주의 나치 당이 독일의 정권을 잡게 되었다. 1935년 하르톡스는 유대인이라는 이유로 강제로 해고당하고, 동료 교수들과 만날 수 없게 되었다. 1938년에는 수정의 밤의 일환으로 몇 주 간 다하우 강제 수용소에 감금되었다. 하르톡스는 유대인이 아니었던 아내를 보호하기 위하여 1943년 초에 아내와 이혼하였다. 절망에 빠진 하르톡스는 1943년 8월 18일 자살하였다.